# Região de Governo de São Carlos

Mapa do Estado com Região de Governo (em ocre)

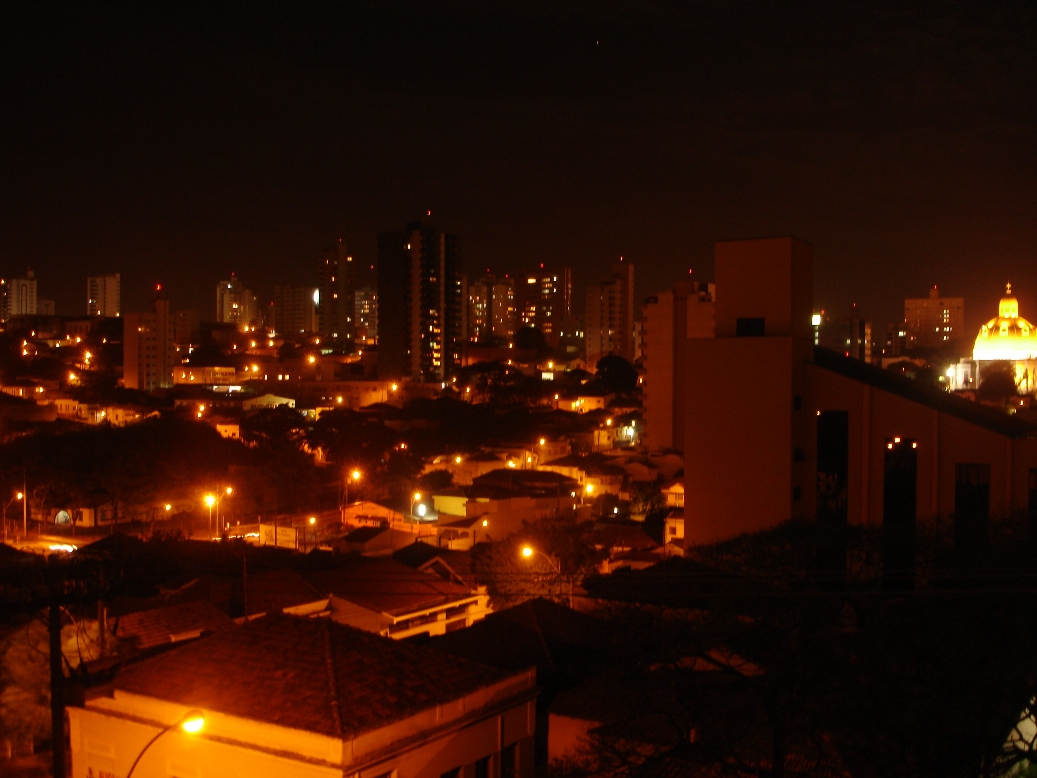
Vista parcial noturna de São Carlos

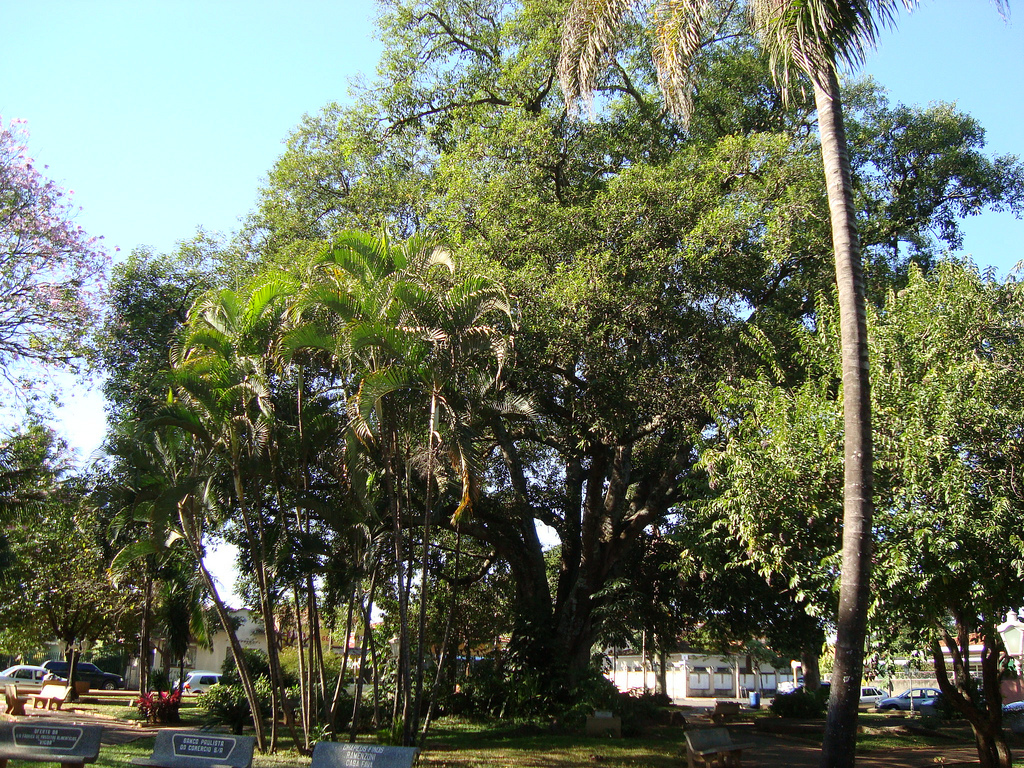
Figueira centenária na Praça Barão do Rio Branco, em Descalvado

A Região de Governo de São Carlos é uma das 42 regiões de governo do estado brasileiro de São Paulo, pertencente à Região Administrativa Central. Possui uma área total de  3806,068 km² e está dividida em sete municípios. É formada por cinco, dos seis municípios da microrregião de São Carlos junto com o município de Porto Ferreira e de Santa Rita do Passa Quatro. As maiores cidades são: São Carlos com 241.389 habitantes e Porto Ferreira com 54.761 habitantes. Concentra um população de 411.973 habitantes (IBGE/2015)  e um PIB de 13 bilhões.

## Municípios
- São Carlos
- Porto Ferreira
- Ibaté
- Descalvado
- Santa Rita do Passa Quatro
- Ribeirão Bonito
- Dourado

## Shopping centers
- Iguatemi São Carlos
- Shopping Estação Damha Mall
- Shopping Passeio São Carlos[3]

## Aeroportos
- Aeroporto de São Carlos (asfaltado)
- Aeroporto de Porto Ferreira (desativado)
- Aeroporto de Ibaté (desativado)
- Aeroporto de Itirapina (asfaltado)

## Porto seco
- Porto Seco São Carlos

## Terminais rodoviários
- Terminal Rodoviário de São Carlos
- Terminal Rodoviário de Porto Ferreira
- Terminal Rodoviário de Descalvado
- Terminal Rodoviário de Dourado
- Terminal Rodoviário de Ribeirão Bonito
- Terminal Rodoviário de Santa Rita do Passa Quatro
- Terminal Rodoviário de Ibaté